# Omšenie
Omšenie (Hongaars: Nagysziklás) is een Slowaakse gemeente in de regio Trenčín, en maakt deel uit van het district Trenčín.
Omšenie telt 1.994 inwoners.